# Diocèse de Morondava
Le diocèse de Morondava (Diocoesis Morondavenis) est un diocèse catholique de Madagascar situé à Morondava, dépendant de l'archidiocèse de Toliara.

## Histoire
La préfecture apostolique de Morondava est érigée le 8 janvier 1938, recevant son territoire du vicariat apostolique de Fianarantsoa, du vicariat apostolique de Majunga et du vicariat apostolique de Tananarive.
Il est élevé au rang de diocèse le 4 septembre 1955 par la bulle Dum tantis de Pie XII. Il est alors suffragant de l'archidiocèse de Tananarive (aujourd'hui archidiocèse d'Antananarivo).
Le 11 décembre 1958, il devient suffragant de l'archidiocèse de Fianarantsoa.
Le 25 avril 1960, il cède une portion de son territoire à l'avantage du nouveau diocèse de Morombe.
Il devient suffragant de l'archidiocèse de Toliara, le 3 décembre 2003.

## Ordinaires
- Marie-Fabien Raharilamboniaina, O.C.D. (depuis le 26 février 2010), deuxième évêque autochtone
- Donald Joseph Leo Pelletier, M.S. (1999-2010)
- Bernard Charles Ratsimamotoana, M.S. (1964-1998), premier évêque autochtone
- Paul J. Girouard, M.S. (1955–1964), élevé au rang d'évêque diocésain
- Paul J. Girouard, M.S. (1954–1955)
- Stefano Garon, M.S. (1947–1954)
- Joseph-Paul Futy, M.S. (1938–1947), premier préfet apostolique

## Statistiques
Selon l'annuaire pontifical de 2014, le diocèse comptait en 2013 52 605 baptisés sur 546 000 habitants (9,6%) avec 43 prêtres dont 9 séculiers et 34 réguliers, soit un prêtre pour 1 223 fidèles, et 39 religieux et 106 religieuses, dans 17 paroisses. 